# سیارک ۹۸۰۹
سیارک ۹۸۰۹ (به انگلیسی: 9809 Jimdarwin، نامگذاری:1998RZ5) نه هزار و هشتصد و نهمین سیارک کشف شده‌است که در ۱۳ سپتامبر ۱۹۹۸ کشف شد.
قدر مطلق سیارک برابر ۱۵٫۲۰ است.